# 岡本武
岡本 武（おかもと たけし、1945年7月17日 - 1988年?）は、よど号グループのメンバー。北朝鮮発表によると、1988年に死亡したとされている。テルアビブ空港乱射事件を起こした岡本公三は弟。

## 人物
熊本県出身。父親は小学校校長。熊本県立熊本高等学校卒業。京都大学農学部中退。1968年に東大安田講堂事件に参加。1970年に仲間8人とともによど号ハイジャック事件を起こし、北朝鮮に亡命。平壌郊外の日本人村で他のよど号犯とともに暮らす。
1976年に結婚。当初、結婚相手は現地の朝鮮人女性と発表されていたが、後に高知県出身の福留貴美子であることが確認された。よど号メンバーの妻のほとんどが北朝鮮の思想に共感を持っていたことが考えられる中、福留のみ親北朝鮮思想が確認されておらず、一部には北朝鮮に拉致されたとする見方もある。
1980年代初頭によど号グループリーダーの田宮高麿と方針をめぐって対立。1983年以降は岡本は訪朝した支援者たちの前にさえ姿を見せなくなっていた。80年代に田宮の写真を切り刻むなど酒で暴れるようになり、縛られて労働党のトラックで運ばれていき、招待所で再教育ののち、日本人村と招待所を行き来することが重なり、その後家族で招待所に連行ののち行方不明となった。
1996年、よど号グループから支援者に対し、岡本が土砂崩れによって1988年に妻と共に事故死したと発表される。しかし、1980年代末に漁船を奪取して北朝鮮から脱出を図ったものの捕らえられ、強制収容所に送られ死亡したとの情報が北朝鮮を取材しているジャーナリストによって述べられている。
なお日本の公安警察は岡本の死を確認していないため、現在でも日本警察の指名手配の対象者になっていると同時に国際手配されている。
よど号メンバー柴田泰弘の妻だった八尾恵は著書で「私の知る限りでは、岡本さんと福留さんは、亡命後のよど号グループの主体思想に従う考え方に異を唱えたので矯正のため隔離され、そして、その果てに死が待っていた」と記述している。

## その他
- 岡本には2人の子供がいる。2002年9月に長女（当時25歳）が、2004年1月に次女（当時22歳）が日本に帰国している。
- 北朝鮮による拉致被害者松木薫の実姉と岡本は中学（熊本県内）の同窓生である[4]。
- 弟の岡本公三からは尊敬されていた。